# HIV亚型
治疗人类免疫缺陷病毒感染的一大障碍是病毒的高遗传变异性。HIV可分为两种主要类型：HIV-1型和HIV-2型。HIV-1与生活在西非的黑猩猩和大猩猩体内发现的病毒有关，而HIV-2与西非的濒危灵长类白顶白眉猴体内发现的病毒有关。HIV-1病毒向下可分为几组：其中，HIV-1的M组病毒数量占优，是艾滋病（AIDS）流行的肇因。基于基因序列数据，M组可进一步细分为各亚型。已知某一些亚型更具毒性或对不同药物具有抗药性。通常认为，HIV-2病毒的毒性比HIV-1低，也更不容易传播：尽管已知HIV-2也会导致艾滋病。

## 主要类型

### HIV-1
HIV-1是本病毒最常见和最致病的毒株。科学家将HIV-1分为主组（M组）和两个或更多的次组：N组、O组和可能的P组。据信，各组分别代表着几次从SIV到人类的独立传染（然而同组的亚型则不是）。 在HIV-1的基因组全序列的6种可能的阅读框中，共发现了39条开放阅读框，但其中只有少数是功能性的。

#### M组
M组的“M”代表主要即“Major”，这是迄今最常见的HIV类型，它感染了超过90%的HIV/AIDS病例。M组向下可分为多条演化支，被称为“亚型”；这些亚型也以一个字母表示。此外，不同的亚型可以重组成所谓的“流行重组形式”（Circulating Recombinant Form），每一个CRF以一个数字代称。例如，CRF12_BF是B和F亚型的重组。
- A亚型常见于西非。[4]
- B亚型是欧洲、美洲、日本和澳大利亚的主要类型。[5]
- C亚型是南非、东非、印度、尼泊尔和中国部分地区的主要类型。
- D亚型通常仅出现在东非和中非。
- （E亚型）曾用于描述名为CRF01_AE的毒株[6]，其发现于东南亚（泰国），为异性恋中的主要类型：因为其传染率远高于其他大多数的亚型。
- F亚型发现于中非、南美洲和东欧地区。[7]
- G亚型（以及CRF02_AG）发现于非洲和中欧地区。
- H亚型仅限于中非。
- （I亚型）曾用于描述现今被认为是CRF04_cpx的毒株；其中，cpx用于表示几种亚型的“复合”重组。[來源請求]
- J亚型主要发现于北非、中非、西非以及加勒比地区。[8]
- K亚型仅限于刚果民主共和国和喀麦隆境内。

如上亚型有时会被进一步细分为亚亚型，例如A1、A2、F1和F2。

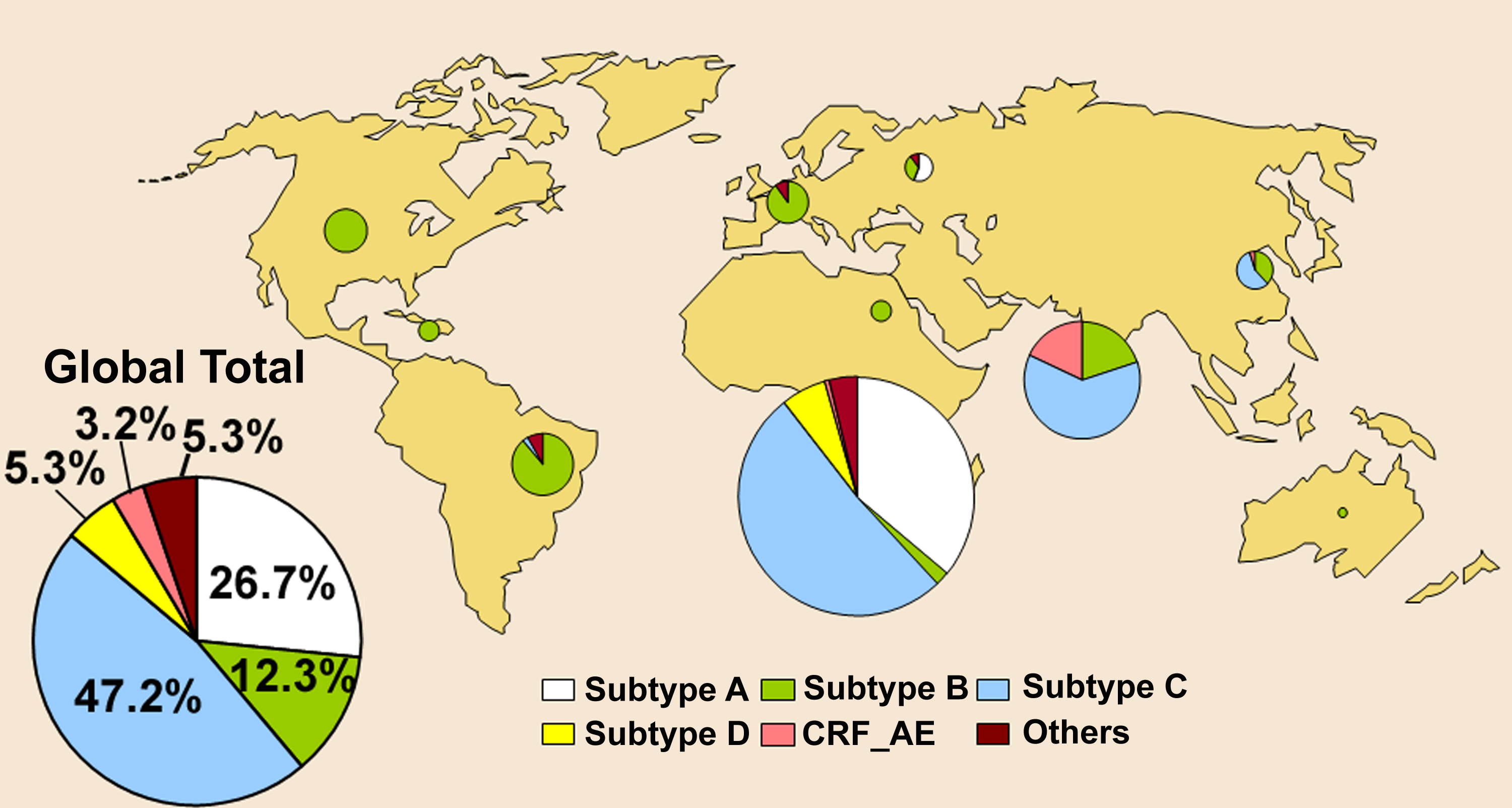
2002年的HIV-1亚型流行度

#### N组
N组的“N”代表着“非M”即“non-M”、“非O”即“non-O”。该组是弗朗科-喀麦隆团队在1998年发现的。当时，他们在一位因艾滋病死于1995年的喀麦隆妇女身上鉴定并分离出了HIV-1毒株YBF380，并发现这一毒株会与来自SIVcpz（来自黑猩猩的猴免疫缺陷病毒）的包膜抗原发生反应，但不会与M组或O组的发生反应；这表明它确实是HIV-1的一种新毒株。截至2015年，已记录到的N组感染少于20例。

#### O组
O组（“O”代表“离群者”，即“Outlier”）通常不在西非和中非以外的地区出现。据报道，该毒株最常见于喀麦隆：一项1997年的调查显示，当地共有2%的HIV阳性样本来自O组。O组曾引起过一些关注，因为早期版本的HIV-1检测套件无法检测到该组毒株。然而，现在已经开发出了更先进的HIV检测方式来检测O组和N组。

#### P组
2009年，据报道，一条新近分析的HIV序列被认为更接近于在野生大猩猩身上新发现的猴免疫缺陷病毒（SIVgor），而非来自黑猩猩的SIVcpz。该病毒是从一位定居在法国的喀麦隆妇女身上分离出的，她在2004年被诊断感染有HIV-1病毒。报告这一序列的科学家将其列入拟议的P组，“等待确定其他人类病例”。

### HIV-2
在非洲以外地区，HIV-2并未广泛流行。1987年，在美国发现第一例病例。 许多检测HIV-1的套件亦可用于检测HIV-2。
截至2010年，HIV-2病毒已知的分组共有8组（A到H）。其中，只有A组和B组流行。A组主要发现于西非，但已全球扩散到安哥拉、莫桑比克、巴西、印度、欧洲和美国。尽管HIV-2有着全球范围的分布，但B组仍然主要限于西非。 尽管其分布相对受限，诊断表现出HIV感染症状的患者时，需要考虑HIV-2的情况并不仅限于来自西非的患者，还应包括与来自西非的人有体液交换的患者（如共用针头、性接触等）。
HIV-2与在白顶白眉猴中流行的猴免疫缺陷病毒（SIVsmm）关系密切，这一灵长类物种栖息在西非沿岸的森林里。种系发生分析显示，和在人类中显著扩散的两种HIV-2毒株（A组和B组）最密切相关的病毒，是在科特迪瓦西部塔伊森林的白顶白眉猴体内发现的SIVsmm。
另外6个已知的HIV-2组，每组均只有一名病例。它们可能分别来自从白顶白眉猴到人类的几次独立传染。在利比亚的两个人身上发现了C组和D组，在塞拉利昂的两个人身上发现了E组和F组，在科特迪瓦的两个人身上发现了G组和H组。上述每种HIV-2毒株（人类可能是其终结宿主）和来自所感染人类同一国的白顶白眉猴身上发现的SIVsmm毒株最为相关。

#### 诊断
当患者没有症状，但存在HIV血液检测阳性结果时，可被诊断为HIV-2。Multispot HIV-1／HIV-2快速检测是目前唯一经FDA批准的区分这两种病毒的方法。可以识别出HIV-1、HIV-1的O组以及HIV-2的酶免疫测定，一直以来都是筛查和诊断HIV的推荐方法。如果在组合筛查中发现测试结果虽为阳性，但HIV-1免疫印迹法却无法确定结果时，则还应进行氨基酸测试等后续测试，以区分感染类型。 根据美国国立卫生研究院（NIH），当个体具有西非血统，或曾与具有该血统的其他人性接触或共用过针头时，应考虑可区分HIV-2的诊断方式。西非被列为最高风险，因为该病毒起源于这一地区。

#### 治疗
HIV-2的致病性被发现低于HIV-1。HIV-2的致病机理并不十分明确，它与HIV-1的具体差异亦不了解；然而，已知HIV-2的传播速率远低于HIV-1。两种病毒的感染都可以让感染者患上艾滋病，也都可以突变产生抗药性。HIV-2患者的疾病监测包括临床评估和CD4细胞计数，而治疗手段包括使用抗逆转录病毒治疗（ART）、核苷逆转录酶抑制剂（NRTI）、蛋白酶抑制剂（PI）和非核苷逆转录酶抑制剂（NNRTI），并联合使用CCR5共受体拮抗剂和融合抑制剂。
尚未确定对HIV-2的初始和二线治疗方案。HIV-2似乎本身对NNRTI有抗性，但可能对NRTI敏感，尽管目前对其机理不甚了解。蛋白酶抑制剂呈现的效果多变，整合酶抑制剂则尚在评估中。针对上述治疗的组合方案研究指出，其治疗效果受组合使用药物的不同而变化。尽管尚不明确HIV-1和HIV-2病毒的致病机理，但已知二者的致病途径和模式有所不同，使得用以评估HIV-1抗药性相关突变的算法，无法作用于HIV-2。
两种病毒可以分别被感染，但也可以一起被感染：这被称为“共感染”。与单独的HIV-1感染或共感染相比，HIV-2似乎具有较低的致死率、较不严重的症状和较慢的艾滋病进程。然而，共感染的情况在很大程度上取决于先感染的是哪种病毒。HIV-1倾向于与HIV-2竞争疾病进程的速率。随着时间的推移，共感染在全球范围内似乎成为一个日益严重的问题：多数已确定的病例出现在西非国家，美国亦有一些此类病例。

#### 怀孕
如果孕妇遭到暴露，应正常进行筛查。如果发现有HIV-2存在，可提供一些围产期的ART药物来降低出现母婴传播的风险。婴儿出生后，应开始为期6周的预防性疗程。母乳亦有可能含有HIV-2病毒，因此，严禁母乳喂养。

## 演化
HIV病毒正在演化为更温和的形式，但要成为不致死的病毒还有“极为漫长的路”。

### 抗药性突变
具有抗逆转录病毒药物抗性的HIV-1和HIV-2分离株产生于自然选择和基因突变，这些突变已被追踪和分析。斯坦福HIV耐药性数据库和国际艾滋病协会公布了最重要的一些突变。